# Reasonable and Non-Discriminatory
Разумное и Не Дискриминационное лицензирование (РиНД) (англ. Reasonable and Non-Discriminatory, RAND) — термин, использующийся при процессах стандартизации.
В общем случае это означает то, что присоединяющиеся к процессу стандартизации компании соглашаются, что, если они получают какие-нибудь патенты на технологии, входящие в стандарт, то они разрешают другим использовать эти патенты на одинаковых условиях, а также то, что если ограничения будут, то будут разумными.
Такое лицензирование позволяет брать с пользователей патентов «разумную» плату за каждого покупателя, и поэтому может быть несовместимо с понятием свободы программного обеспечения. Фонд свободного программного обеспечения предлагает заменить термин на «uniform fee only» (только единообразный платёж), сокращённо «UFO».